# Triplemanía XII
Triplemanía XII fue la edición número 12 de Triplemanía, evento de pago por visión de lucha libre profesional producido por la empresa mexicana Asistencia Asesoría y Administración. El evento se realizó el 20 de junio de 2004 desde el Toreo de Cuatro Caminos en Naucalpan, Estado de México.
Esta edición fue la segunda en ser realizada en el Toreo de Cuatro Caminos de Naucalpan, Estado de México, tras los Triplemanía XI.
También fue la segunda vez consecutiva en ser en dicho lugar.

## Resultados
- El Novillero, Cynthia Moreno, Mascarita Sagrada y Pimpinela Escarlata derrotaron a El Apache, Faby Apache, Mini Abismo Negro y Polvo de Estrellas
  - Mascarita Sagrada cubrió al Apache con una "rana"
- Pirata Morgan, Espectro jr y Pablo Fuerte Reyna derrotaron a Octagon, Heavy Metal y al Intocable
  - Espectro jr. cubrió a Octagon después de que le aplicara un "foul" Pirata Morgan
  - Durante la lucha Pirata Morgan golpeó a Pepe Casas con un bat (el réferi)
- Mr. Águila (con Juventud Guerrera) derrotó a El Zorro (con Lady Apache) en una lucha Campeonato (zorro) vs Cabellera (Mr. Águila)
  - Mr. Águila cubrió a El Zorro después de aplicarle una patada con giro hacia atrás
  - Como consecuencia por perder el Zorro, perdió sus campeonatos y Mr. Águila defendió su cabellera
- Charly Manson derrotó a Electroshock en una lucha  Loser Leaves the Brand Match  de la Asistencia Asesoría y Administración
  - Charly Manson ganó, ya que la mamá de Electroshock y de él intervino en plena lucha, cuando los dos estaban acostados sobre la lona; la mamá llegó y levantó a Charly, pero dejó a Electroshock acostado y con una cuenta de 3 por parte del árbitro. Haciendo que este pierda
  - Lady Apache (esposa de Electroshock) llegó después de la lucha e hizo un trato con Charly, su cabellera por la carrera de Electroshock y este aceptó. Al ver esto Electroshock, él también se cortó su cabellera, para quedar igual con Lady Apache. Así que Lady Apache se cortó su cabello y Electroshock no perdió su carrera
- La Parka derrotó a El Cibernético en una lucha de apuesta Máscara vs Máscara
  - La Parka cubrió al Cibernético con un "paquetito"
  - Los Viper's, Chessman, Abismo Negro y Tiffany intervinieron durante la lucha a favor de Cibernético
  - Durante la lucha intervinieron Octagon, Televisa Deportes, Los Vatos Locos, Latin Lover, Grond XXX y Antonio Peña a favor de La Parka
  - Como consecuencia de perder Cibernético perdió la máscara y su identidad es: nombre "Octavio López" y con origen de Aguascalientes, Aguascalientes

## Comentaristas
- Arturo Rivera "El Rudo"
- Andrés Maroñas Escobar
- Jesús Zúñiga

- Datos: Q7843573